# Tillandsia cyanea
Tillandsia cyanea, hay còn được gọi là lông hồng, là một loài thực vật có hoa thuộc họ Bromeliaceae, phân họ Tillandsioideae. Trong tiếng Latin, cyanea có nghĩa là màu xanh, làm ta liên tưởng đến màu tím của những bông hoa loài này. Đây là loài biểu sinh bản địa của Ecuador, T. cyanea là loài Bromeliaceae được trồng phổ biến nhất. Tán lá phát triển từ khối hình hoa thị các lá mỏng, uốn ngược và cụm hoa là một chùm các lá bắc màu hồng hoặc đỏ từ đó trổ ra hoa màu tím.

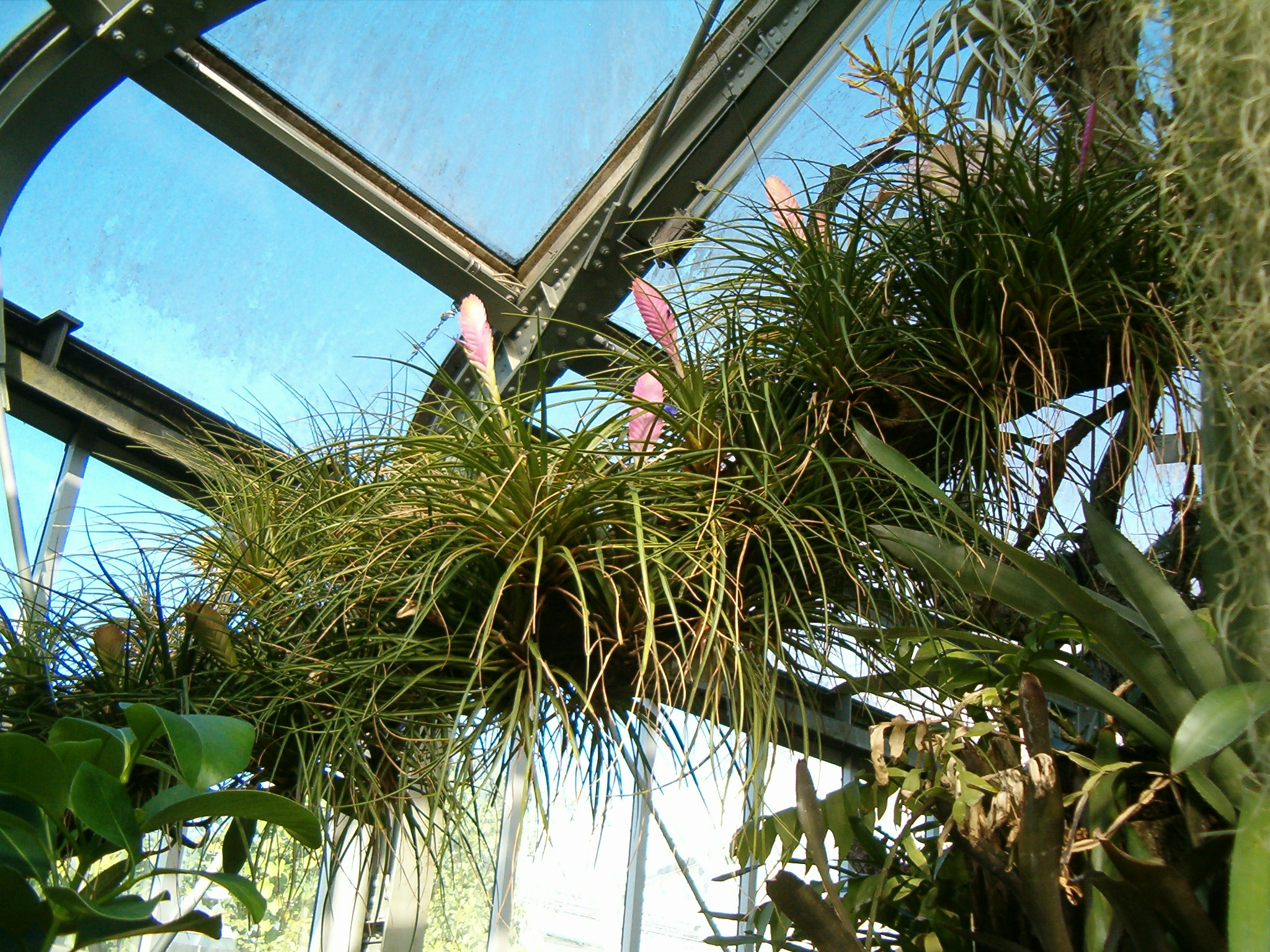
Tillandsia cyanea cyanea
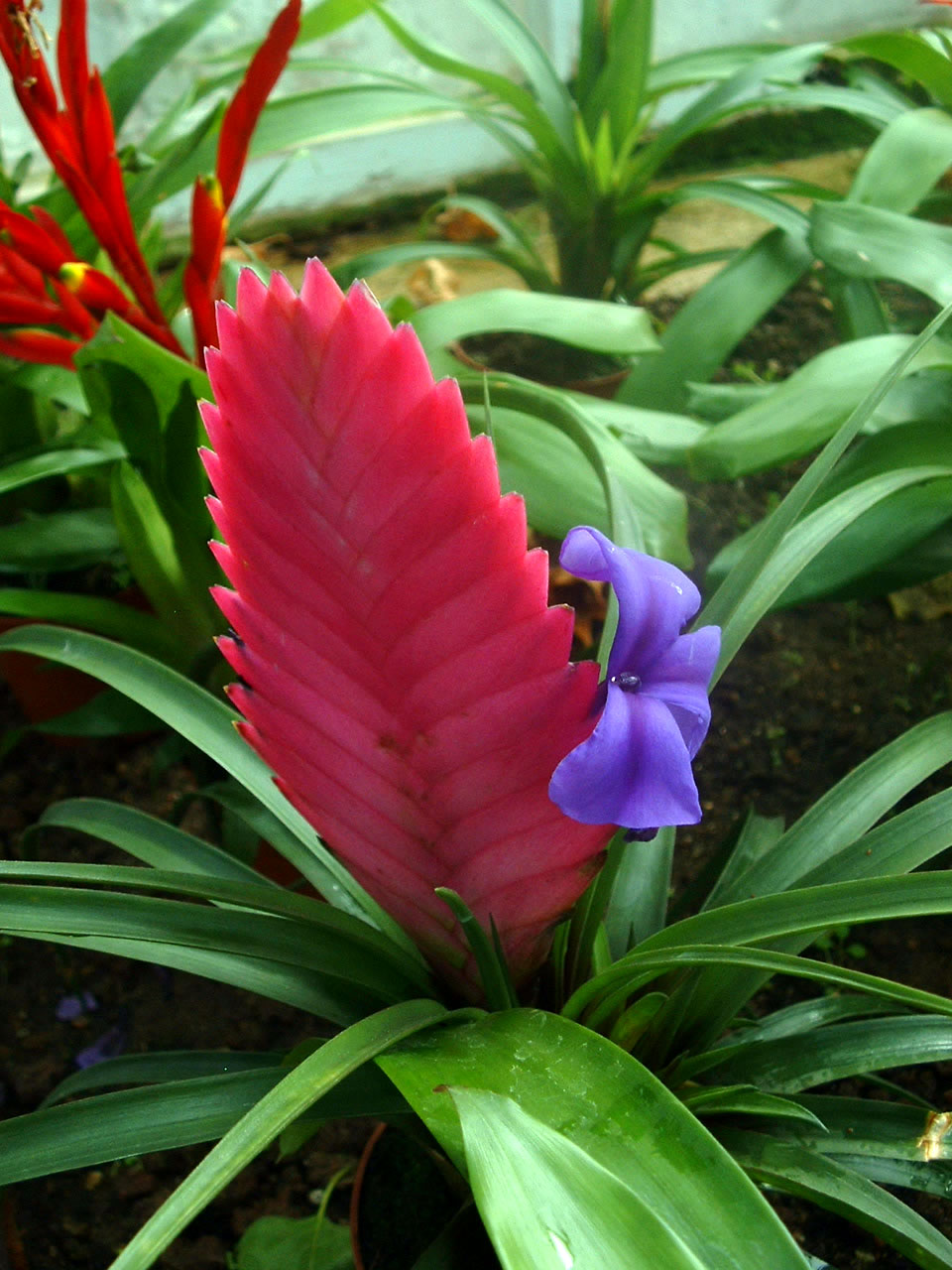
Tillandsia cyanea